# Чистик
Чистик (Cepphus grylle) е птица от семейство Alcidae.

## Физически характеристики
Това е средноголяма морска птица. Лятното ѝ оперение е почти кадифено-черно с изключение на бялата ивица на крилата. Клюнът е черен, но когато е отворен се вижда, че вътрешната му повърхност е червена. Краката са наситено яркочервени. През зимата възрастните и малките са бели със сиво теме, тил и гръб. През зимата птиците имат по-светло сиво-кафяво оперение и по това си приличат с младите птици от вида.

## Начин на живот и хранене
Птиците се срещат по двойки или на малки групи. Хранят и зимуват в крайбрежните води и често целогодишно обитава определена част от бреговата ивица.

## Размножаване
Птиците гнездят по крайбрежни скални стени.